# Enceinte de Menin
L'enceinte de Menin est un ancien ensemble de fortifications qui protégeait la ville de Menin entre le XVIe siècle et le XXe siècle.

## La première enceinte bastionnée (1578-1678)

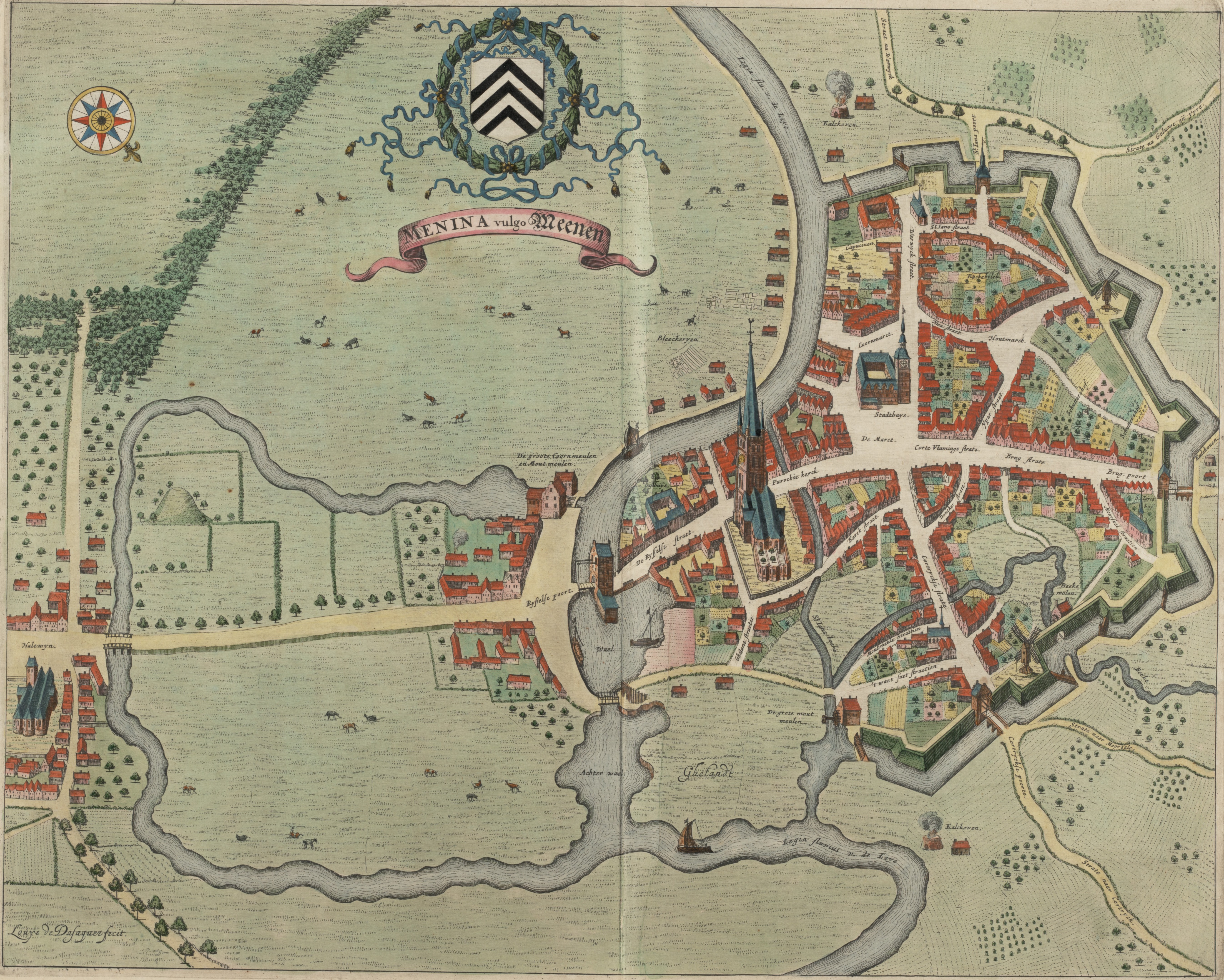
Plan de Menin en 1641.

Dans le cadre de la guerre de Quatre-Vingts Ans, les États généraux des Pays-Bas cherchent à fortifier leur territoire et dans ce but, ils décident en 1578 de doter Menin de remparts et les travaux sont commencés au mois de juillet de la même année.
Les remparts sont intégralement en terre avec des palissades et des fossés alimentés en eau par la Lys et le Geluwebeek (« ruisseau de Geluwe, village au nord-ouest »). Quatre portes sont créées : de Bruges au nord, de Courtrai à l'est, de Lille au sud et d'Ypres à l'ouest. La porte de Lille située sur le front sud n'est pas bordée de remparts, la Lys étant considérée comme une barrière naturelle.
Les travaux de l'enceinte ne sont cependant pas terminés et la ville n'est pas en mesure de se défendre quand Emmanuel de Lalaing, baron de Montigny et chef du parti des Malcontents alors opposé États généraux s'empare de la ville le 1er octobre 1578 dont il fait sa place forte en continuant les travaux des remparts.
La ville est finalement reprise par les États généraux que le 22 octobre 1579 mais les travaux ne sont pas terminés pour autant et vont durer jusqu'en 1600.

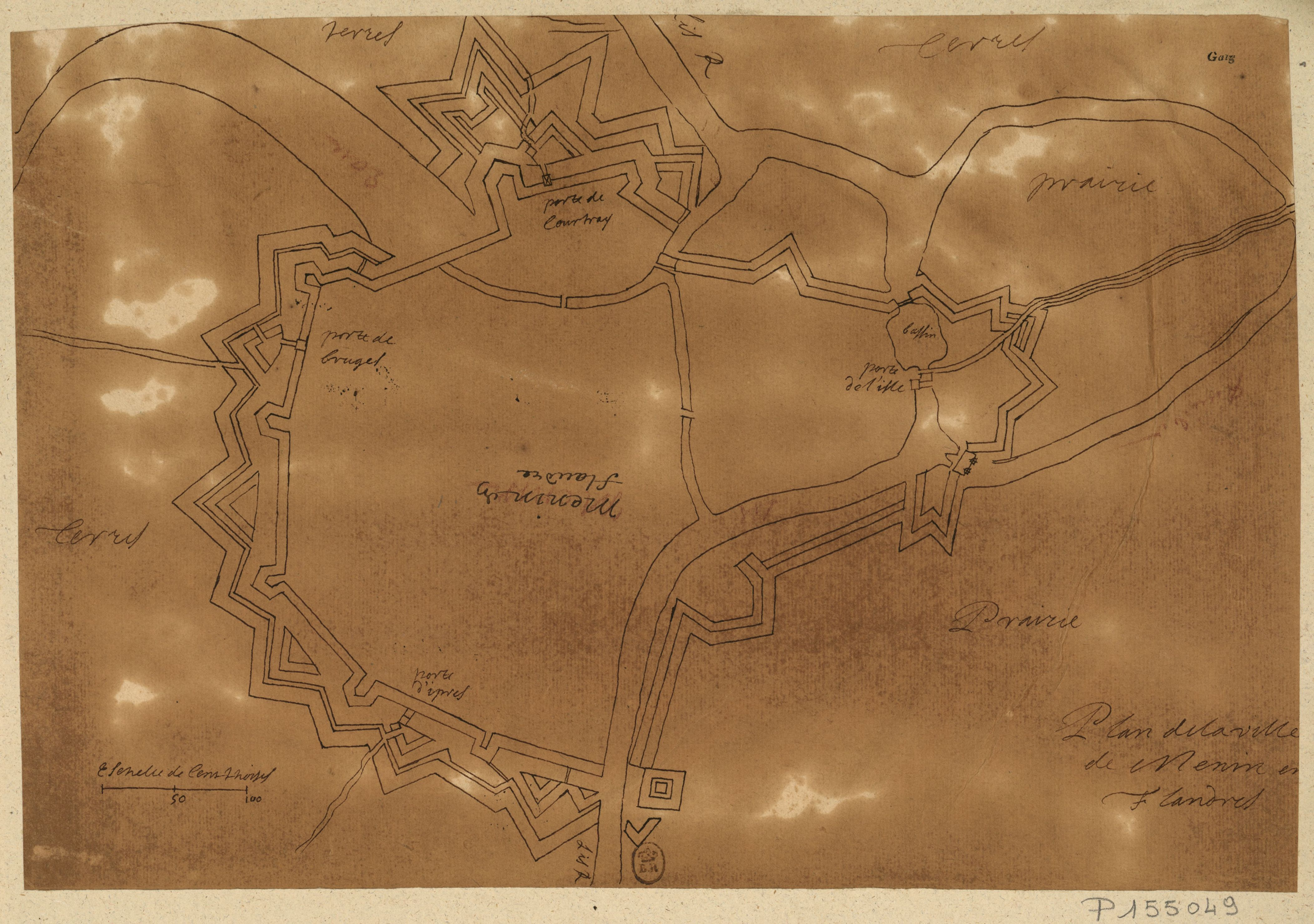
Plan de Menin attribué à Beaulieu datant probablement de 1645.

Dans les années 1640, les défenses de la ville sont renforcées et des remparts sont ajoutés sur la rive droite de la Lys.

## Vauban à Menin (1679-1689)

### Contexte
En 1668, Menin devient une ville française par le traité d'Aix-la-Chapelle qui met fin à la guerre de dévolution. La guerre de Hollande à partir de 1672 vient troubler un temps cette nouvelle appartenance mais en 1679, le traité de Nimègue mettant fin à cette guerre avec une victoire française confirme l'appartenance de la ville à la couronne française.
Louis XIV charge alors Sébastien Le Prestre de Vauban en 1679 de travailler aux fortifications de la ville. Celui-ci conçoit une nouvelle enceinte en gardant l'emplacement des anciennes portes sauf celle de Lille avec deux fronts : une enceinte régulière sur le front nord typique du premier système de Vauban à trois bastions, un demi-bastion et un ouvrage à cornes tandis que le front sud à cheval sur la Lys et une zone humide présente un tracé plus irrégulier. Les travaux vont se dérouler de 1679 jusqu'en 1689.

### Le front nord
Le front nord au tracé régulier comporte trois bastions à orillons surmontés d'un cavalier selon le modèle typique du premier système de Vauban : (21) de Wervicq, (18) d'Ypres, (15) de Bruges ainsi qu'un demi-bastion à orillon  dit des Capucins (1) qui jouxte la Lys sur sa rive gauche à l'ouest.
Le flanc droit du bastion de Bruges est simple et vient se raccorder via une courtine sur un ouvrage à cornes (12-14 bastions de la Lys et de Courtrai) avec une demi-lune (13), cet ouvrage qui englobe la ville basse est séparé de la ville par le Geluwebeek et un second mur intérieur.
Les courtines à l'exception de celle reliant le bastion de Bruges à l'ouvrage à cornes sont protégées par une tenaille brisée et une demi-lune dotée d'un réduit séparé du reste de la demi-lune par un fossé, doté d'un corps de garde et dont le mur n'est pas remparé mais constitué que d'un simple mur percé d'embrasures.
L'ensemble est entouré d'un glacis, des traverses composées d'un parapet et d'une banquette sont disposées en travers des chemins couverts aux saillants et rentrants pour protéger les défenseurs du tir en enfilade et constituer un retranchement.
L'accès à la ville s'effectue au moyen de trois portes sur ce front dont l'emplacement est hérité de l'ancienne enceinte : d'Ypres à l'ouest, de Bruges au nord et de Courtrai à l'est, cette dernière est en réalité double, la première sur le mur intérieur bordant le Geluwebeek et la seconde sur l'ouvrage à cornes.
Un second ouvrage à cornes a également été prévu par Vauban devant le bastion de Wervicq mais n'a jamais été construit

### Le front sud

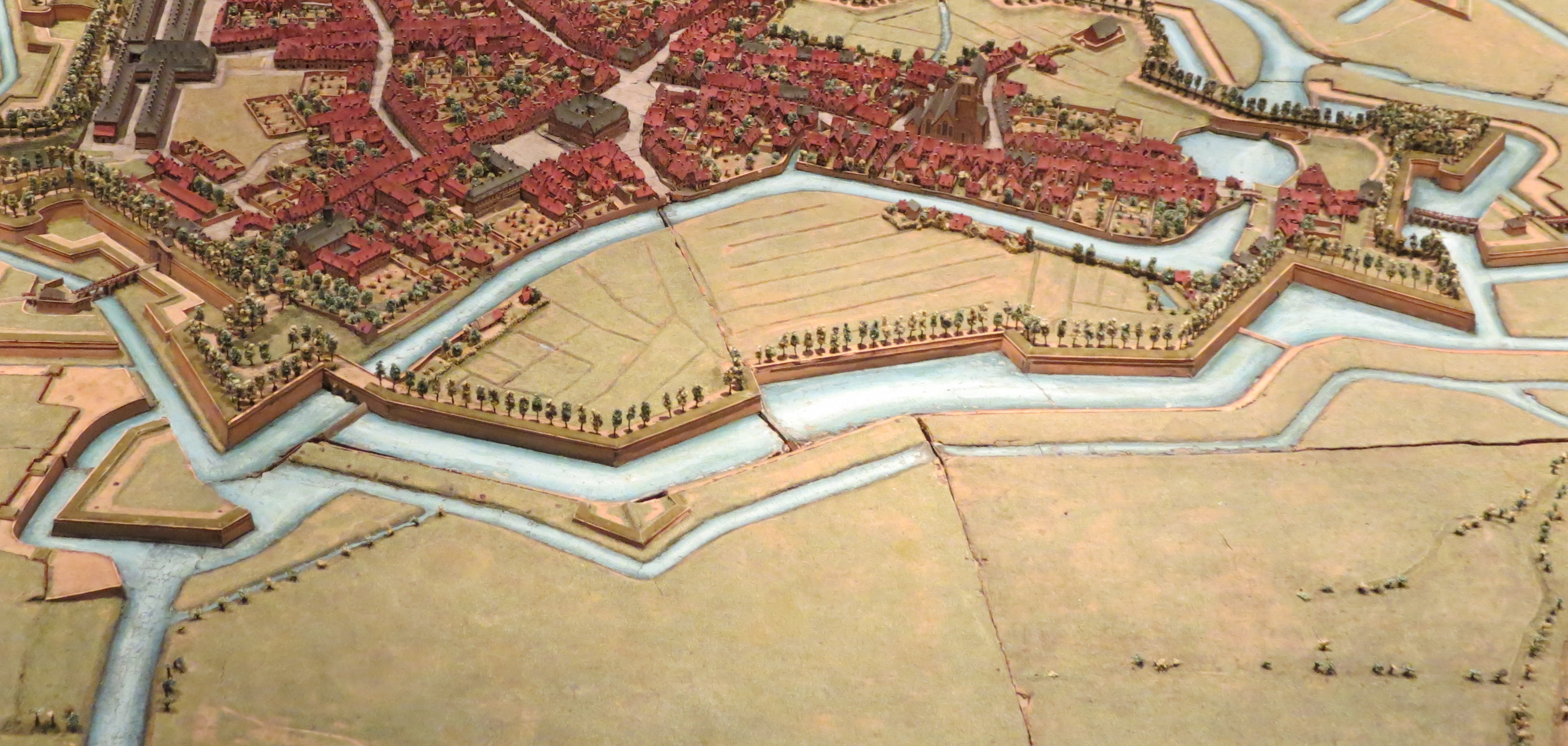
Détail de la partie ouest du front sud sur le plan-relief (la demi-lune sur la gauche est un rajout ultérieur).

Le front sud présente un tracé beaucoup plus irrégulier étant à cheval sur la Lys et une zone humide, depuis l'entrée des eaux de la Lys à l'ouest l'enceinte comporte deux bastions à flancs droits des Blancheries (2) et de la morte Lys (3) englobant un terrain humide. La face gauche du bastion de la morte Lys se raccorde sur l'ouvrage à cornes de Lille (4-8) doté d'une demi-lune qui remplace l'ancienne porte de l'enceinte de 1578 déplacée en rive droite. L'ouvrage se raccorde à l'est via un autre mur et un bastion à flancs droits dit Camu (9) sur le front nord de l'enceinte.
L'enceinte sud est entourée d'une ligne de glacis au tracé irrégulier (de par le terrain) complétée au sud par un deuxième ouvrage à cornes dit d'Halluin (34-35) également doté d'une demi-lune.

## LesXVIIIeetXIXesiècles

### Le démantèlement duXVIIIesiècle
À la suite du siège de Menin en 1744 et la reprise de la ville par les français, Louis XV ordonne la démolition de l'enceinte et la vente de ses matériaux. Les remparts et casemates sont démolis et les fossés comblés mais les fondations sont préservées.

### Les fortifications hollandaises
En 1814, Menin ainsi que les territoires de l'actuelle Belgique sont incorporés aux Pays-Bas, ceux-ci décident de reconstruire les fortifications dont les fondations sont encore présentes. Les travaux sont menés à partir de 1817 accompagnés de bâtiments, casernes, hôpital et magasin à poudre, ces travaux n'ont cependant jamais été menés à terme, n'étant toujours pas terminés en 1830. Les nouveaux bastions sont à flancs droits et des casemates sont construites pour faire face aux progrès de l'artillerie.

## Vestiges
Une partie des remparts de l'époque néerlandaise existent encore dont :
- une partie des bastions de Bruges et de Courtrai ainsi que la porte d'entrée des eaux du Geluwebeek au sein du parc Ter Walle;
- la casemate qui flanquait l'entrée de la Lys dans l'enceinte (sur l'actuelle Oude Leielaan (« avenue de l'ancienne Lys »)).

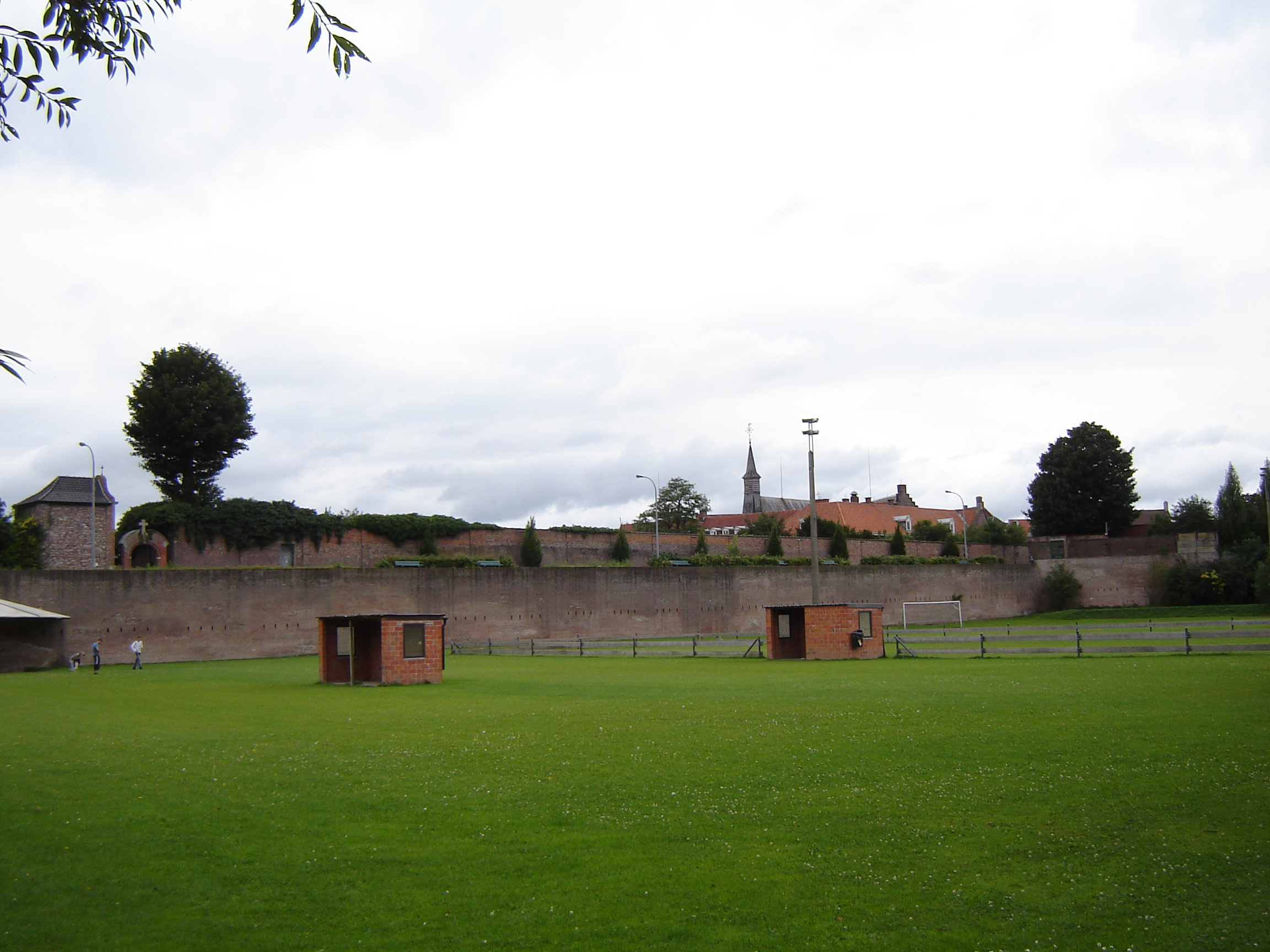
L'enceinte hollandaise dans le parc Ter Walle.
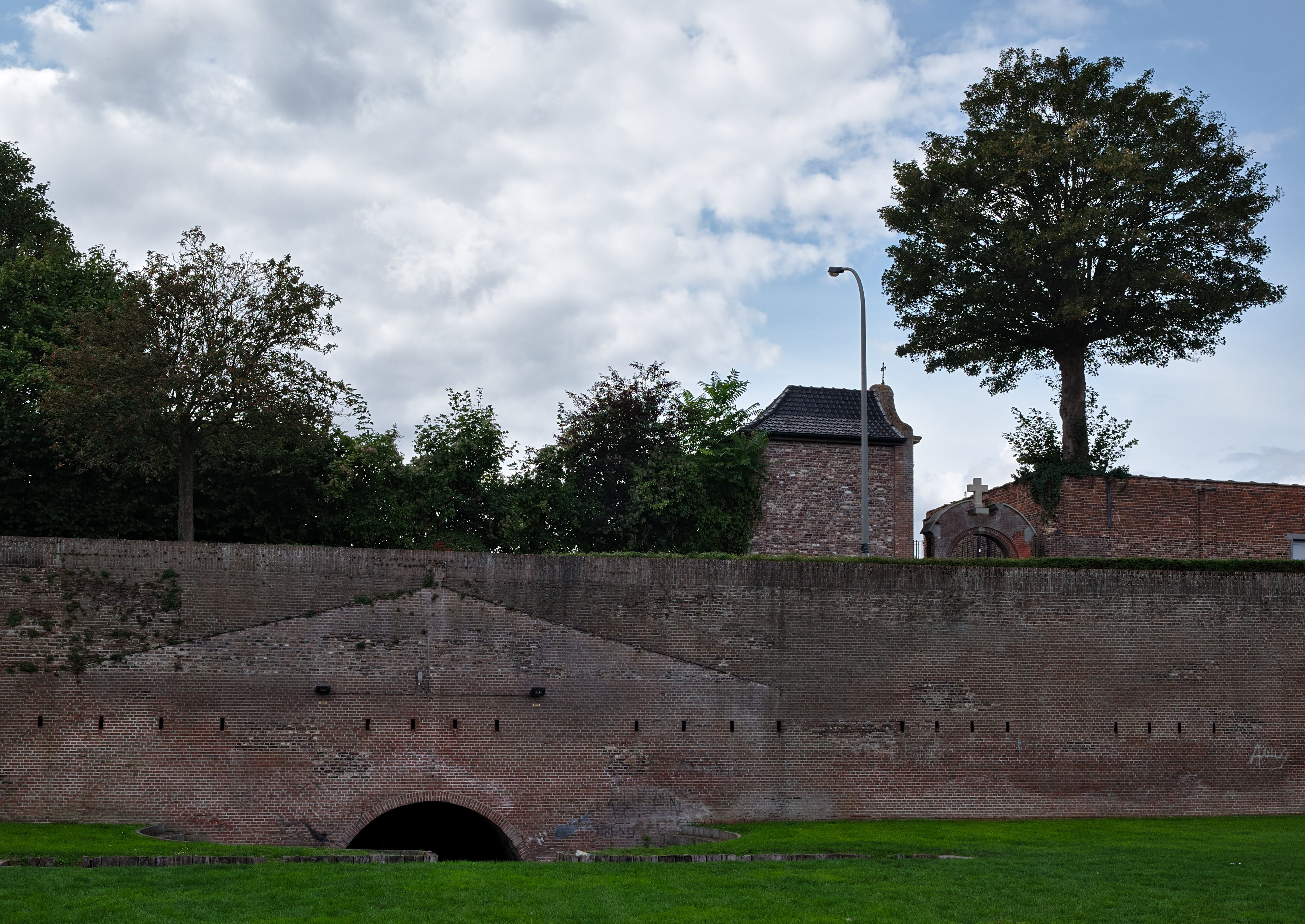
L'ancienne porte d'eau du Geluwebeek.
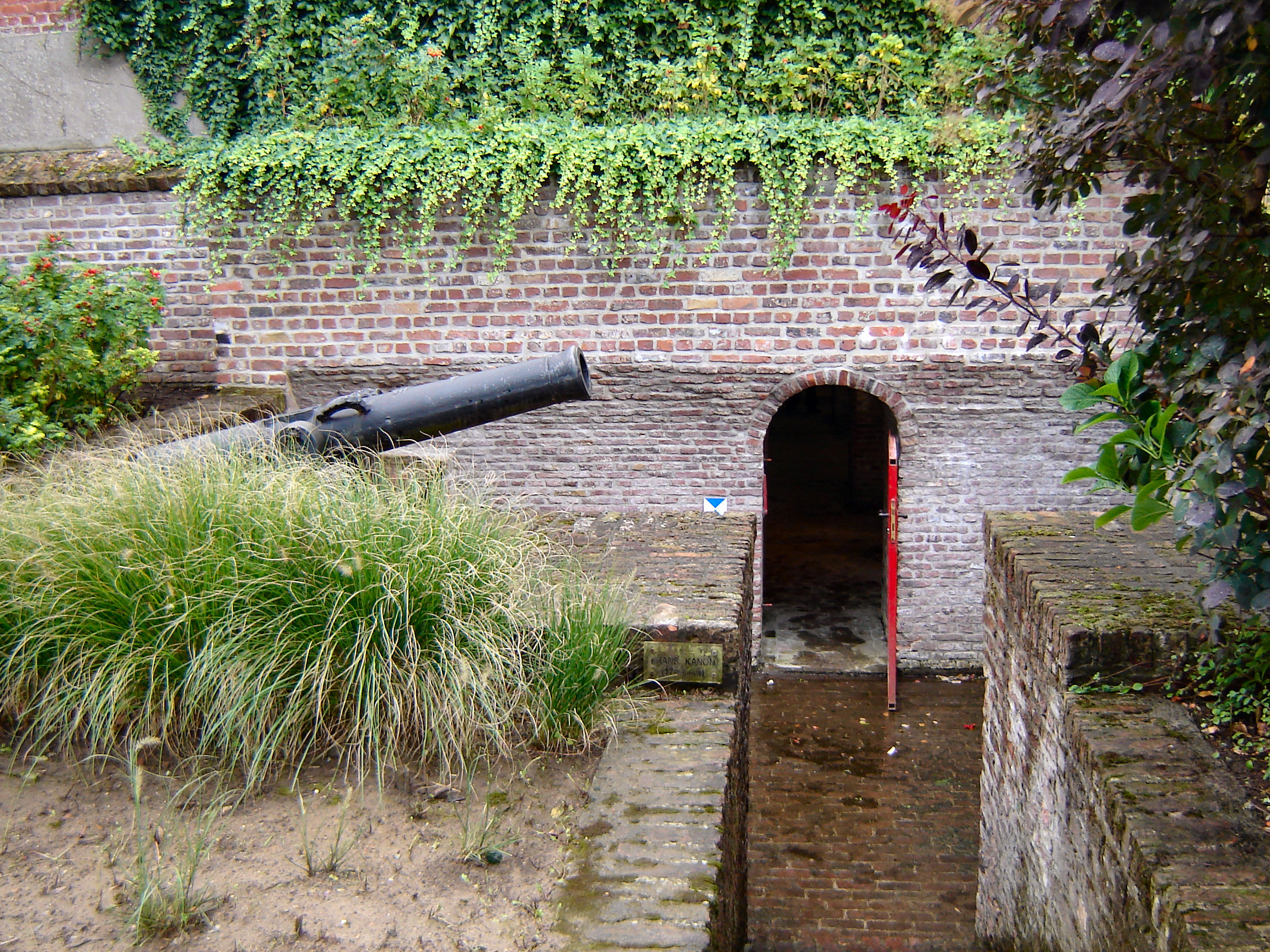
Entrée de la casemate le long de l'ancien cours de la Lys.
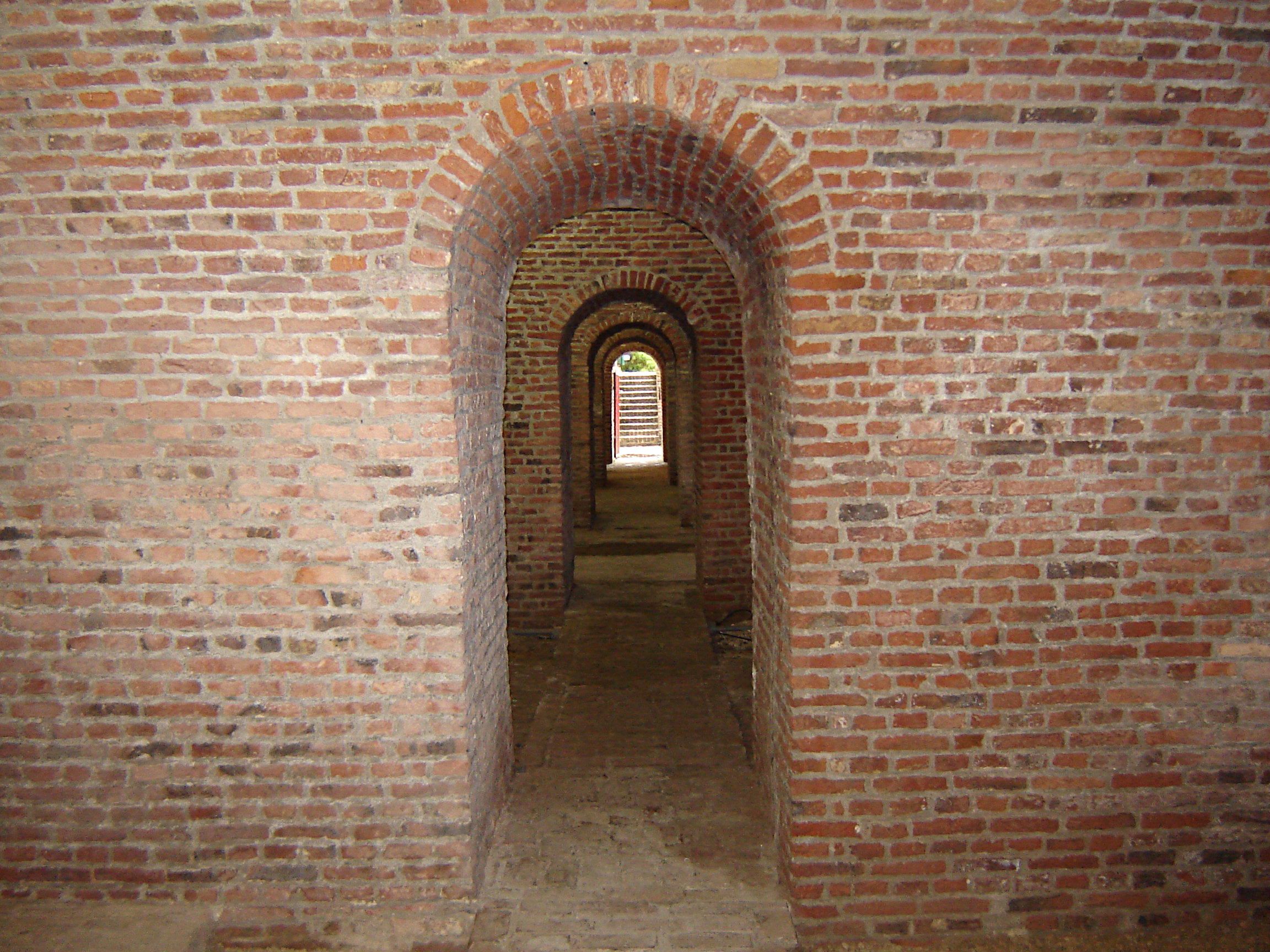
L'intérieur de la casemate.